# 行动公民
行动公民（希臘語：Ενεργοί Πολίτες）是希腊的一个已不存在的左翼政党。该党成立于2002年。该党的领袖是二战希腊抵抗运动英雄马诺利斯·格列索斯，他曾出任希腊议会议员和欧洲议会议员。该党曾加入激进左翼联盟，后退出，转而加入人民团结。2020年，该党解散。